# Sel Gris
Restaurant Sel Gris is een bekroond restaurant in Knokke-Heist, gelegen op de Zeedijk in Duinbergen.
Sel Gris opende zijn deuren op 2 april 2007. Frederik Deceuninck (1982) is de eigenaar en chef-kok.
Deceuninck ontving voor de keuken in Sel Gris in november 2007 meteen de titel "rijzende ster van de Michelin gids" om vervolgens in november 2008 zijn eerste Michelinster in ontvangst te nemen. Het restaurant viert sinds 2024 zijn 15-jarig sterrenjubileum. 